# Plénise
Plénise ist eine französische Gemeinde im Département Jura in der Region Bourgogne-Franche-Comté.

## Geographie
Plénise liegt auf 822 m, etwa zwölf Kilometer nordöstlich der Stadt Champagnole (Luftlinie). Das Bauerndorf erstreckt sich im Jura, auf der ausgedehnten Hochfläche, die nördlich an das Val de Mièges anschließt, im Quellgebiet des Ruisseau du Gouffre de l’Houle und am Rand der Forêt de la Joux.
Die Fläche des 5,43 km² großen Gemeindegebiets umfasst einen Abschnitt des französischen Juras. Fast das gesamte Gebiet wird von einer Hochfläche eingenommen, die durchschnittlich auf 840 m liegt. Sie weist nur sehr geringe Reliefunterschiede auf und ist von Wies- und Weideland, im nördlichen Teil hauptsächlich von Wald bedeckt. Das Hochplateau besitzt keine oberirdischen Fließgewässer, weil das Niederschlagswasser im verkarsteten Untergrund versickert. Südlich des Dorfes reicht der Gemeindeboden in die Talmulde des Ruisseau du Gouffre de l’Houle, der südwärts in das Val de Mièges zur Serpentine und damit zum Ain fließt. Nach Norden erstreckt sich das Gemeindeareal über das Hochplateau in das ausgedehnte Waldgebiet der Forêt de la Joux. Auf einer Kuppe wird mit 907 m die höchste Erhebung von Plénise erreicht.
Nachbargemeinden von Plénise sind Esserval-Tartre im Norden, Esserval-Combe im Osten, Mièges im Süden sowie Plénisette, Onglières und Chapois im Westen.

## Geschichte
Erstmals urkundlich erwähnt wird Plénise im 15. Jahrhundert. Im Mittelalter gehörte das Dorf zur Herrschaft Nozeroy. Zusammen mit der Franche-Comté gelangte es mit dem Frieden von Nimwegen 1678 an Frankreich.

## Sehenswürdigkeiten

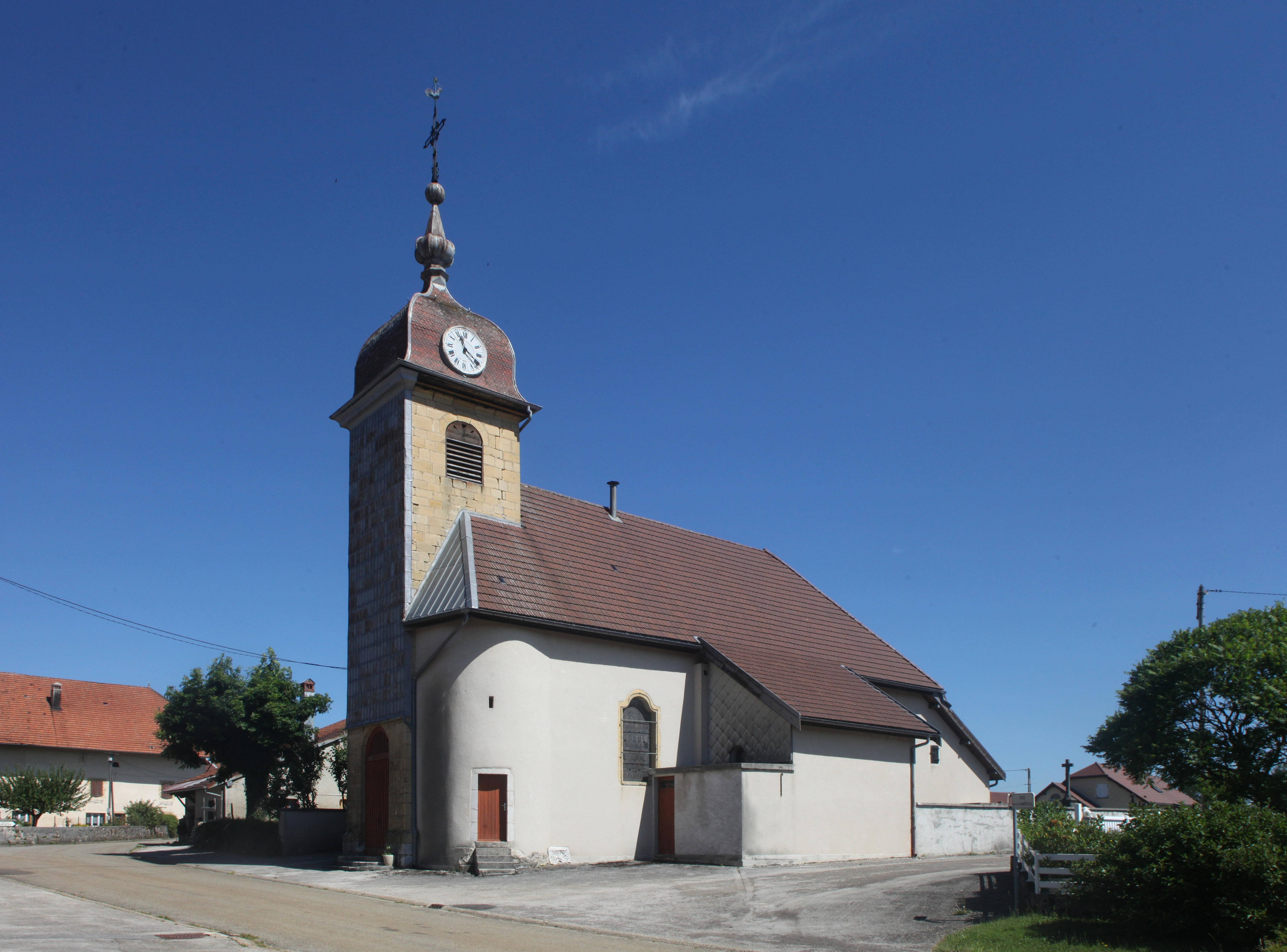
Kirche Saint-Anatoile

Die heutige Dorfkirche Saint-Anatoile in Plénise wurde 1801 eingeweiht, während die alte Kirche aus dem 17. Jahrhundert stammt und heute anderen Zwecken zugeführt ist.

## Bevölkerung
| Jahr                       | 1962 | 1968 | 1975 | 1982 | 1990 | 1999 | 2006 | 2018 |
| Einwohner                  | 100  | 87   | 68   | 54   | 55   | 63   | 52   | 63   |
| Quellen: Cassini und INSEE |      |      |      |      |      |      |      |      |

Mit 63 Einwohnern (Stand 1. Januar 2022) gehört Plénise zu den kleinsten Gemeinden des Départements Jura. Nachdem die Einwohnerzahl in der ersten Hälfte des 20. Jahrhunderts stets im Bereich von rund 100 Personen gelegen hatte, wurde besonders in den 1960er und 70er Jahren ein deutlicher Rückgang verzeichnet. Seither verblieb die Einwohnerzahl auf relativ konstantem Niveau.

## Wirtschaft und Infrastruktur
Plénise war bis weit ins 20. Jahrhundert hinein ein vorwiegend durch die Landwirtschaft, insbesondere Viehzucht und Milchwirtschaft, sowie durch die Forstwirtschaft geprägtes Dorf. Noch heute leben die Bewohner zur Hauptsache von der Tätigkeit im ersten Sektor. Außerhalb des primären Sektors gibt es nur wenige Arbeitsplätze im Dorf. Einige Erwerbstätige sind auch Wegpendler, die in den umliegenden größeren Ortschaften ihrer Arbeit nachgehen.
Die Ortschaft ist verkehrstechnisch recht gut erschlossen. Sie liegt nahe der Hauptstraße D471, die von Champagnole nach Pontarlier führt. Eine weitere Straßenverbindung besteht mit Mièges.